# Love Story (Taylor Swift)
Love Story è un singolo della cantante statunitense Taylor Swift, pubblicato il 12 settembre 2008 come primo estratto dal secondo album in studio Fearless.
Il singolo ha raggiunto la vetta della Billboard Hot Country Songs, nonché il primo nella carriera della cantante a raggiungere la top 5 della Billboard Hot 100.

## Video musicale
All'inizio del video si può vedere Swift camminare nel giardino dell'università e incontrare un ragazzo seduto sotto un albero. In quel momento parte un flashback delle loro vite passate (lei Giulietta e lui Romeo), mentre lei canta su un balcone vestita da Giulietta.
Il video ha ottenuto la certificazione Vevo.

## Tracce
Download digitale, CD promozionale (Francia, Regno Unito)
1. Love Story – 3:54

CD promozionale (Stati Uniti)
1. Love Story (Pop Mix) – 3:54
2. Love Story (Album Version) – 3:55

CD promozionale (Europa) – The Remixes
1. Love Story (Digital Dog Remix) – 5:58
2. Love Story (Digital Dog Radio Mix) – 3:11
3. Love Story (Digital Dog Dub) – 5:38
4. Love Story (J Stax Club Mix) – 5:28
5. Love Story (J Stax Radio Version) – 3:41
6. Love Story (Album Version) – 3:56

Download digitale – Remix Bundle
1. Love Story (Digital Dog Remix) – 5:58
2. Love Story (J Stax Club Mix) – 5:28

CD singolo (Europa)
1. Love Story – 3:57
2. Love Story (Digital Dog Radio Mix) – 3:09

CD singolo (Regno Unito)
1. Love Story – 3:56
2. Beautiful Eyes – 3:01
3. Love Story (Digital Dog Radio Mix) – 3:10

## Successo commerciale
Nel febbraio 2009 Love Story è diventato il brano country più scaricato di sempre con una vendita pari a 4 654 000 copie. Ad aprile 2015 è stato certificato otto volte disco di platino dalla RIAA, per aver venduto più di 8 milioni di copie negli Stati Uniti d'America.

## Classifiche
| Classifica (2008-23)  | Posizione massima |
| --------------------- | ----------------- |
| Australia             | 1                 |
| Austria               | 30                |
| Belgio (Fiandre)      | 54                |
| Belgio (Vallonia)     | 39                |
| Canada                | 4                 |
| Danimarca             | 16                |
| Francia               | 14                |
| Germania              | 22                |
| Irlanda               | 5                 |
| Norvegia              | 7                 |
| Nuova Zelanda         | 3                 |
| Paesi Bassi           | 13                |
| Regno Unito           | 2                 |
| Singapore             | 11                |
| Spagna                | 47                |
| Stati Uniti           | 4                 |
| Stati Uniti (country) | 1                 |
| Svezia                | 10                |
| Svizzera              | 50                |

## Date di pubblicazione
| Paese                 | Data di pubblicazione |
| --------------------- | --------------------- |
| Canada                | 12 settembre 2008     |
| Stati Uniti d'America | 12 settembre 2008     |
| Australia             | 13 febbraio 2009      |
| Regno Unito           | 2 marzo 2009          |
| Italia                | 6 marzo 2009          |
| Germania              | 20 marzo 2009         |
| Brasile               | 31 marzo 2009         |

## Love Story (Taylor's Version)
In seguito alla controversia con la sua precedente casa discografica e la vendita dei master delle pubblicazioni precedenti al suo contratto con la Republic Records, Swift ha cominciato a ri-registrare tutta la sua discografia dal 2006 al 2019, includendo anche brani non inclusi in alcun album in studio. Ogni reincisione presenta la dicitura Taylor's Version nel titolo, per distinguerla dall'incisione originale e quindi dal master non di proprietà della cantautrice.
Il 12 febbraio 2021 Swift ha pubblicato la reincisione del brano sotto il nome Love Story (Taylor's Version), estratto come primo singolo da Fearless (Taylor's Version).

### Tracce
Download digitale
1. Love Story (Taylor's Version) – 3:55

Download digitale – remix
1. Love Story (Taylor's Version) (Elvira Remix) – 3:31